# Așchileu Mare
Așchileu Mare – wieś w Rumunii, w okręgu Kluż, w gminie Așchileu. W 2011 roku liczyła 511 mieszkańców.